# Acacia leptalea
Acacia leptalea är en ärtväxtart som beskrevs av Bruce R. Maslin. Acacia leptalea ingår i släktet akacior, och familjen ärtväxter. Inga underarter finns listade i Catalogue of Life.